# Antanas Sniečkus
Antanas Sniečkus (ur. 10 stycznia 1903 w Būbleliai k. Szak, zm. 22 stycznia 1974 w Druskiennikach) – litewski działacz komunistyczny, faktyczny przywódca Litewskiej Socjalistycznej Republiki Radzieckiej, długoletni pierwszy sekretarz Komunistycznej Partii Litwy (1936–1974), Bohater Pracy Socjalistycznej (1973).

## Życiorys

### Młodość. Działalność w przedwojennym ruchu komunistycznym
Pochodził z rodziny chłopskiej. W okresie I wojny światowej jego rodzina została ewakuowana w głąb Rosji, wskutek czego Sniečkus miał możliwość nauki w gimnazjum w Woroneżu. W 1917 r. wrócił na Litwę, pracował następnie jako technik telegrafista. Od 1920 działał w Komunistycznej Partii Litwy. Od 1920 do 1921 r. kierował podziemnym komitetem partyjnym w Olicie. W latach 1921–1926 przebywał w ZSRR. W latach 1921–1925 pracował w wydawnictwie KPL w Smoleńsku, przez kolejny rok w przedstawicielstwie KPL.
W 1927 r. wrócił na Litwę i objął obowiązki I sekretarza działającej nielegalnie Komunistycznej Partii Litwy. W 1930 r. został aresztowany i skazany na 15 lat ciężkiego więzienia. Odbywał karę m.in. w kowieńskim Forcie IX. Po trzech latach został zwolniony, pozwolono mu na wyjazd do ZSRR. Przez kolejne trzy lata był zastępcą przedstawiciela KPL w Komitecie Wykonawczym Kominternu i jednocześnie śledczym partyjnym Międzynarodowej Komisji Kontrolnej Kominternu. Ukończył Międzynarodową Szkołę Leninowską (1935).
W 1936 r. ponownie udał się na Litwę, do Kowna, by kierować działającą w podziemiu partią. W 1939 r. został aresztowany i skazany na osiem lat ciężkiego więzienia. Jego aresztowanie praktycznie pozbawiło litewskich komunistów szerzej rozpoznawalnego kierownictwa; wcześniej, podczas stalinowskich czystek, w Moskwie doszło do aresztowań innych doświadczonych litewskich działaczy partyjnych z Zigmontasem Aleksą-Angarietisem na czele. Rok później, po zajęciu Litwy przez Armię Czerwoną w czerwcu 1940 r., został zwolniony.

### Radziecka aneksja Litwy i okres II wojny światowej
15 sierpnia 1940 r., dwanaście dni po aneksji Litwy do ZSRR, został ponownie I sekretarzem KC Komunistycznej Partii Litwy. Nie był członkiem delegacji marionetkowego sejmu litewskiego, która w Moskwie "poprosiła" o przyjęcie Litwy w poczet republik radzieckich, lecz towarzyszył jej jako tłumacz. Od 20 lutego 1941 do 5 października 1952 był zastępcą członka KC WKP(b). W 1942 r. stanął na czele litewskiego sztabu ruchu partyzanckiego, kierującego komunistyczną partyzantką antyhitlerowską na okupowanej Litwie. 

### I sekretarz Komunistycznej Partii Litwy
Po wojnie pozostał na stanowisku I sekretarza KC KPL, wykonując politykę sowiecką w zakresie m.in. deportacji ludności w głąb ZSRR, kolektywizacji i walki z litewską partyzantką antykomunistyczną. W grudniu 1946 r. polecił milicji i NKWD dawać gwarancje bezpieczeństwa partyzantom, którzy decydowali się skorzystać z ogłoszonej w lutym tego roku amnestii. Od 14 października 1952 do końca życia pozostawał również członkiem KC KPZR. Mimo jego wieloletniego stażu partyjnego i wcześniejszych zasług dla ruchu komunistycznego na Litwie nie cieszył się pełnym zaufaniem Moskwy, czego wyrazem było wprowadzenie na stanowisko II sekretarza KPL Rosjanina, Aleksandra Isaczenki, w celu kontrolowania jego poczynań. Kolejni Rosjanie, Aleksandr Trofimow i Wasilij Aronow, pełnili obowiązki II sekretarza do 1953 r.
Sniečkus zdołał utrzymać się na stanowisku I sekretarza przez kilkadziesiąt lat dzięki bezwzględnej lojalności wobec Moskwy i umiejętności dostosowywania się do zmian w radzieckim kierownictwie. W pierwszych latach powojennych z pełną bezwzględnością wykonywał polecenia Stalina dotyczące Litwy. Natomiast w 1953 r. błyskawicznie potępił Ławrientija Berię, zaś po XX zjeździe partyjnym na łamach organu KPL, pisma Tiesa (Prawda), ukazało się najpierw ogólnikowe potępienie zjawiska kultu jednostki, a następnie krytyka Stalina jako obiektu takiego kultu. W 1957 r. wypowiedział się na forum Rady Najwyższej Litewskiej SRR przeciwko "tendencjom decentralizacyjnym". Chociaż nastroje antyradzieckie na Litwie były w pierwszych dziesięcioleciach po wojnie bardzo silne, Sniečkus z powodzeniem przekonywał kierownictwo KPZR, iż świadczy to jedynie o trudności stojących przed nim zadań, a nie o jego nieudolności. W latach 60. kierowana przez niego partia przeprowadziła w swoich szeregach kampanię "przeciwko nacjonalizmowi", równocześnie jednak liczba i odsetek Litwinów w partii systematycznie rósł (podobnie jak ogólna liczba członków KPL, która w latach 1956-1960 zwiększyła się o 40%). Z czasem Sniečkus odchodził od fanatycznego przywiązania do idei komunistycznych, jakie go cechowało, i stawał się pragmatycznym zarządcą. Sniečkus z powodzeniem łagodził wewnątrzpartyjne konflikty między starszym i młodszym pokoleniem członków partii, z czasem coraz bardziej akceptując silne litewskie poczucie odrębności narodowej także wśród członków KPL. Z powodzeniem również hamował napływ ludności rosyjskiej na Litwę, czemu sprzyjało peryferyjne położenie tej republiki radzieckiej w porównaniu z Łotewską i Estońską SRR, znacznie bardziej uprzemysłowionymi. Kontrolował struktury partyjne w stopniu nieporównywalnym z I sekretarzami innych republik radzieckich.
Sniečkus zmarł w 1974 r. i został pochowany na cmentarzu wojskowym na Antokolu w Wilnie, w panteonie przywódców Litewskiej SRR oraz zasłużonych pisarzy i artystów Litwy radzieckiej. Mimo długoletniej działalności zmarłego w ruchu komunistycznym jego pogrzeb miał skromny charakter, a z Moskwy nie przybył na niego żaden wpływowy członek partyjnego kierownictwa.
Do roku 1992 litewskie miasto Wisaginia (wybudowane w 1975 dla pracowników znajdującej się w pobliżu elektrowni jądrowej Ignalino) nosiło nazwę Sniečkus. W setną rocznicę urodzin Antanasa Sniečkusa w 2003 roku Litewska Akademia Nauk zorganizowała konferencję historyczną.

## Odznaczenia
- Medal Sierp i Młot Bohatera Pracy Socjalistycznej (5 stycznia 1973)
- Order Lenina (ośmiokrotnie – 8 kwietnia 1947, 20 lipca 1950, 6 stycznia 1953, 5 kwietnia 1958, 5 stycznia 1963, 1 października 1965, 27 sierpnia 1971 i 5 stycznia 1973)
- Order Czerwonego Sztandaru (dwukrotnie – 2 lipca 1945) i 19 lipca 1949)
- Order Wojny Ojczyźnianej I klasy (21 marca 1945)
- Medal „Za pracowniczą dzielność” (25 grudnia 1959)
- Medal „Partyzantowi Wojny Ojczyźnianej” I klasy (21 marca 1945)